# Anthela ocellata
Anthela ocellata (Synoniem Darala dama) is een vlinder uit de familie Anthelidae. De soort is endemisch voor Australië, komt voor langs de oostkust van Bundaberg tot Hobart. De spanwijdte is tot 6 centimeter.
De waardplanten komen uit de grassenfamilie. De harige rupsen worden tot 5 centimeter lang.